# 勵杜訥
勵杜訥（1628年—1703年），字近公，又字澹園，室名松喬堂。北直隸河間府靜海縣（今屬天津市）人。祖籍浙江紹興。中國清代官员、学者、书法家。

## 經歷
勵杜訥出生於浙江，早年失去父母，由杜姓養父收養，故改名為杜訥。他精於書法，清朝順治六年（1649年）為諸生。康熙二年召求善於書寫之文士，訥以諸生試第一，參纂世祖實錄。康熙十九年（1680年）特授翰林院编修，充日讲起居注官。康熙二十一年（1682年）復原姓，名勵杜訥。歷官右贊善、左贊善、翰林院侍講、光祿寺少卿、通政使司參議、右通政、太僕寺卿、宗人府府丞、都察院左副都御史。官至刑部右侍郎，四代皆通書畫。諡文恪。雍正元年（1723年）追赠礼部尚书、太子太傅。有子励廷仪为进士。

## 延伸阅读
[在维基数据编辑]
 《清史稿/卷266》，出自趙爾巽《清史稿》
 在维基共享资源阅览影像